# Варта (Познан)
Вижте пояснителната страница за други значения на Варта.
КС „Варта“ (на полски: Klub Sportowy „Warta“ Poznań), или просто Варта, е полски футболен клуб от град Познан, Полша. Клубът носи името на едноименната река.

## История
Клубът е създаден на 15 юни 1912 г. Домакинските си срещи играе на стадион Долна Вилда с капацитет 20 000 зрители. Двукратен шампион на Полша (1929, 1947).

## Успехи
- Екстракласа:
  -  Шампион (2): 1929, 1947
  -  Второ място (5): 1922, 1925, 1928, 1938, 1946
  -  Трето място (7): 1921, 1923, 1926, 1927, 1932, 1935, 1936
- Купа на Полша:
  -  1/2 финалист (1): 1925/26
- I Лига:
  -  Шампион (1): 1992/93

## Български футболисти
- Ивайло Марков: 2024- (8 мача - 0 гола)